# 卡斯特拉 (加利福尼亞州)
卡斯特拉（英語：Castella）是位於美國加利福尼亞州沙斯塔縣的一個非建制地區。該地的面積和人口皆未知。

## 地理
卡斯特拉的座標為41°08′19″N 122°19′00″W / 41.13861°N 122.31667°W，而該地的平均海拔高度為594米（即1949英尺）。